# 金華山登山鉄道
金華山登山鉄道（きんかざんとざんてつどう）は、かつて岐阜城で知られる岐阜県岐阜市の金華山に存在したケーブルカーの計画である。

## 路線データ（計画時）
- 路線距離：1.4km（岐阜市梶川（岐阜大仏付近） - 金華山頂上）
- 軌間：1067mm

## 歴史
- 1912年（大正元年）11月11日 鉄道敷設免許取得[1]（発起人総代阪井田民吉[2]）
- 1913年（大正2年）9月11日 工事施工認可申請期限延期許可（1回目）（1914年3月10日迄）[3]
- 1914年（大正3年）4月22日 工事施工認可申請期限延期許可（2回目）（1914年8月10日迄）[3]
- 1914年（大正3年）9月5日 工事施工認可申請期限延期願却下（3回目）[4]
- 1914年（大正3年）9月9日 免許失効（指定の期限まで工事施工の認可を申請せさるため）[5]

## その他
- 昭和初期に、金華登山鉄道の計画が存在していた。金華山登山鉄道と名称は似ているが、全く別の計画である。